# Gas Powered Games
Gas Powered Games är ett spelutvecklingsföretag med sitt huvudkontor i Redmond, Washington (USA). Företaget grundades i maj 1999 av Chris Taylor, som bland annat är hjärnan bakom det hyllade spelet Total Annihilation. Med sig hade han bland annat Cavedog-utvecklare.
Gas Powered Games debut-spel var rollspelet Dungeon Siege med Microsoft Games Studios som handläggare. Dungeon Siege mottog bland annat väl kritik av recensenter och spelare. Gas Powered Games har även utvecklat Supreme Commander serien. Den tredje delen av spelet är på väg, vilket blev bekräftat av Chris Taylor på nätverkssajten GPGnet.

## Ludografi
- Dungeon Siege - 2002 (PC)
- Dungeon Siege: Legends of Aranna (expansion för Dungeon Siege) - 2003 (PC)
- Dungeon Siege II - 2005 (PC)
- Dungeon Siege II: Broken World (expansion för Dungeon Siege 2) - 2006 (PC)
- Supreme Commander - 2007 (PC, X360)
- Supreme Commander: Forged Alliance - 2007 (PC)
- Space Siege - 2008 (PC)
- Demigod - 2009 (PC)
- Supreme Commander 2 - 2010 (PC, X360)
- Dungeon Siege III
- Kings and Castles